# CNET
CNET Networks, Inc.（シーネット ネットワークス）は、アメリカ合衆国カリフォルニア州サンフランシスコに本社を置くIT分野に特化したメディア企業。日本版は朝日新聞社子会社の朝日インタラクティブが運営している。1993年にハルシー・マイナーとシェルビィ・ボニーによって設立された。2008年、CBSコーポレーション（現・パラマウント・グローバル）が子会社化した。

## 沿革
1994年、CNETはコンピュータ/テクノロジー/インターネットをテーマとしたテレビ番組、CNET Central、The Web、The New Edgeを制作した。このうちCNET CentralがまずUSAネットワークで放送開始された。その後、SciFiチャンネルでThe WebとThe New Edgeの放送が開始された。1996年にはTV.comが放送開始されている。このように元々はテレビ番組制作会社であり、インターネット上のサイト運営はそれに付随した業務だった。
さらにCNETは、別のテレビ番組News.comを1999年からCNBCで放送している。
1999年、CNETはスイスを本拠地とする企業GDTを買収した。
2000年1月、CNETはCNET Networksと改称した。同時に価格比較サイトmySimonを7億ドルで買収した。
2000年10月、CNETはZDNetを約16億ドルで買収した。2001年1月、ジフ・デイビスとCNETはソフトバンクにジフ・デイビスが売却したURLを取り戻すことで合意した。2001年4月、CNETはガートナーがIT専門家向けに運営していたTechRepublic Inc.を2300万ドルで買収した。2004年7月14日、CNETは写真サイトとして有名なWebshotsを7000万ドルで買収することを発表した。
2001年から2003年まで、CNETはCNET Radioというラジオ番組をサンフランシスコとボストンで放送していた。テクノロジーをテーマとした番組だったが、聴取率が悪く、CNET自体の財政問題もあって2003年1月に放送終了となった。
1996年から2003年の間に行われたストックオプションの不正が発覚した結果、2006年10月11日、Shelby BonnieがCEOを辞任した。後任としてNeil AsheがCEOに就任した。
2006年12月、James Kim（CNETの編集者）がオレゴン州の荒野で死亡した。CNETは彼に捧げる記念のショーとポッドキャストを主催した。
2007年3月1日、CNETはビジネスマン（マネージャレベル）向けのBNETの立ち上げを発表した。ただしベータ版としては2005年から運営されている。
2023年1月、Futurism.comの調査により、CNETが2022年11月からChatGPTにCNET Moneyの名義で記事を書かせていたことが判明した。検索エンジン最適化が目的とみられるが、ChatGPTが執筆した記事には誤りが多数掲載されていたため、正確性が疑問視されている。

### CBSによる買収
2008年5月15日、CBSコーポレーション（現・パラマウント・グローバル）はCNETを18億USドルで買収することを発表した。2008年6月30日、買収が完了した。かつてのCNETの資産は、現在はレッド・ベンチャーズの子会社となっている。

## 日本における展開
日本では、1997年にテレビ版をテレビ東京がダイジェスト版として放送した。同年より2002年末までNTTPCコミュニケーションズがライセンス供与を受け日本語版ウェブサイトを運営した。2002年8月、CNET Networks, Inc.がバックテクノロジーズ株式会社（御手洗大祐社長、当時）を買収し、2003年1月、社名をシーネットネットワークスジャパン株式会社と変更して、日本語版ウェブサイトの運営を引き継いだ。
CNETは2000年、IT系ニュースサイトとして当時最大のライバルであったZDNetを買収したが、以降も「ZDNet Japan」はソフトバンク・ジーディーネット（現・ITmedia）による運営が続き、2004年1月、ライセンス契約期限切れに伴いサイト名を「ZDNet Japan」から「ITmedia」へ変更した。2005年4月、シーネットネットワークスジャパンにより「ZDNet Japan」が改めて開設された。
2009年7月1日、朝日新聞社が、シーネットネットワークスジャパンが運営する「CNET Japan」「ZDNet Japan」「GameSpot Japan」「鉄道コム」などのサイト運営事業を買収し、事業承継すると発表された。同年9月1日以降、シーネットネットワークスジャパンから新設分割によって設立された朝日新聞社の完全子会社、朝日インタラクティブ株式会社によって運営されている。朝日新聞（旧asahi.com）、CNET Japanの双方で互いの主要記事へのリンクが掲載されている。

## 運営サイト
- CNET
- BNET
- News.com
- ZDNet
- MP3.com
- Download.com
- GameSpot
- TV.com
- CHOW